# 福島地方環境事務所
福島地方環境事務所（ふくしまちほうかんきょうじむしょ）は、福島市にある環境省の地方支分部局で、東京電力福島第一原子力発電所から放出された放射性物質による環境の汚染への対処を管轄している。設置期間は「当分の間」とされている。

## 管轄区域
- 福島県（除染、特定廃棄物等処理、中間貯蔵関係）

## 沿革
- 2012年（平成24年）
  - 1月4日 - 東北地方環境事務所所管の福島環境再生事務所として開所[1]
  - 7月 - 除染特別地域（国直轄）の面的除染を開始
- 2015年（平成27年）3月 - 中間貯蔵施設への除去土壌等の輸送を開始
- 2016年（平成28年）11月 - 中間貯蔵施設の受入・分別施設及び土壌貯蔵施設の整備を開始
- 2017年（平成29年）
  - 3月 - 除染特別地域における面的除染完了
  - 7月14日 - 福島地方環境事務所に昇格[2]
  - 11月 - 特定廃棄物埋立処分施設へ、福島県内の特定廃棄物の搬入を開始
  - 12月 - 帰還困難区域内の特定復興再生拠点区域で、家屋等の解体・除染工事を開始
- 2018年（平成30年）
  - 3月 - 帰還困難区域を除き、全ての市町村で面的除染が完了
  - 4月1日 - 一部改組[3]
- 2021年（令和3年）
  - 2月 - 福島県、大熊町、双葉地方広域市町村圏組合及び環境省との間でクリーンセンターふたばの周辺地域の安全確保に関する協定を締結
  - 4月 - 飯舘村長泥地区で再生資材盛土を開始
- 2022年（令和4年）3月 - 帰還困難区域を除く県内に仮置きされている除去土壌等の中間貯蔵施設への搬入を概ね完了
- 2023年（令和5年）
  - 6月 - クリーンセンターふたばへの搬入再開
  - 10月 - 特定廃棄物埋立処分施設への特定廃棄物の搬入を終了
  - 12月 - 大熊町、双葉町の特定帰還居住区域で、家屋等の解体・除染工事を開始
- 2024年（令和6年）
  - 6月 - 浪江町の特定帰還居住区域で、家屋等の解体・除染工事を開始
  - 9月 - 富岡町の特定帰還居住区域で、家屋等の解体・除染工事を開始
- 2025年（令和7年）
  - 3月 - 中間貯蔵事業情報センター開所（中間貯蔵工事情報センターは閉館）
  - 4月 - 花の里ながどろ環境再生情報ひろば開所

## 組織
- 福島地方環境事務所
  - 所長
  - 次長（1名）
  - 総務部
    - 総務課
    - 渉外広報課
      - 広報室

    - 企画課
    - 経理課
    - 調整官（1名）

  - 環境再生・廃棄物対策部
    - 環境再生・廃棄物対策総括課
      - 市町村支援室

    - 環境再生課
    - 仮置場対策課
    - 廃棄物対策課
      - 廃棄物再生利用推進室
      - 最終処分場管理室
      - 対策地域内廃棄物処理推進室

  - 中間貯蔵部
    - 中間貯蔵総括課
    - 工務課
    - 輸送課
    - 管理課
      - 調査設計室

    - 中間貯蔵施設整備推進課
    - 復興再生利用企画課
    - 復興再生利用事業推進課
    - 用地課
    - 調整官（3名）

## 管内事務所・施設
| 事務所                                            | 事務所                                            | 所在地                                                                      |
| ------------------------------------------------- | ------------------------------------------------- | --------------------------------------------------------------------------- |
| 県北支所                                          | 県北支所                                          | 福島市栄町11-25 AXCビル5階                                                  |
| 県中・県南支所                                    | 県中・県南支所                                    | 郡山市大町1-1-8 NKビル2階                                                   |
|                                                   | 富岡分室                                          | 双葉郡富岡町中央2-36                                                        |
| 浜通り北支所                                      | 浜通り北支所                                      | 南相馬市原町区錦町1-25 アースム2階                                          |
|                                                   | 浪江分室                                          | 双葉郡浪江町大字権現堂字上続町12 朝田ビル3階                                |
| 浜通り南支所                                      | 浜通り南支所                                      | 双葉郡広野町大字下北迫字折返57-2                                            |
| 中間貯蔵施設浜通り事務所                          | 中間貯蔵施設浜通り事務所                          | いわき市平字小太郎町2-6 いわきフコク生命ビル5・6階                          |
| 放射線健康管理事務所                              | 放射線健康管理事務所                              | いわき市平字小太郎町1-6 いわきセンタービル6階                               |
| 特定廃棄物埋立処分施設管理事務所                  | 特定廃棄物埋立処分施設管理事務所                  | 双葉郡富岡町大字上郡山字太田713                                             |
| クリーンセンターふたば管理事務所                  | クリーンセンターふたば管理事務所                  | 双葉郡大熊町大字小入野字東大和久地内                                        |
| 施設名                                            | 施設名                                            | 所在地                                                                      |
| 環境再生プラザ                                    | 環境再生プラザ                                    | 福島市栄町1-31 1階                                                          |
| リプルンふくしま                                  | リプルンふくしま                                  | 双葉郡富岡町大字上郡山字太田526-7                                           |
| 中間貯蔵事業情報センター                          | 中間貯蔵事業情報センター                          | 県双葉郡大熊町大字下野上字大野116番5 CREVAおおくま（大熊町産業交流施設）1階 |
| 放射線リスクコミュニケーション 相談員支援センター | 放射線リスクコミュニケーション 相談員支援センター | いわき市平字小太郎町1-6 いわきセンタービル5階・6階                          |
| 花の里ながどろ 環境再生情報ひろば                 | 花の里ながどろ 環境再生情報ひろば                 | 相馬郡飯舘村長泥字長泥815-1                                                 |